# كأس إسكتلندا 1905–06
كأس اسكتلندا 1905–06 (بالإنجليزية: 1905–06 Scottish Cup)‏ هو موسم من كأس اسكتلندا. فاز فيه هارت أوف ميدلوثيان.